# 教習所物語
『教習所物語』（きょうしゅうじょものがたり）は、2000年10月13日から同年12月22日までTBS系列局で放送されていたTBS製作のテレビドラマである。1999年9月26日に一度2時間ドラマとして放送された後、金曜9時枠で放送の連続ドラマとなった。
単発ドラマ版と連続ドラマ版とでは出演者と役名、そしてストーリーの一部が異なるが、単発・連続ともにハイビジョンカメラで撮影されている。また、連続ドラマ版の最終話も2時間枠で放送された。

## あらすじ

### 単発2時間ドラマ版
自動車教習所を舞台に、問題児教習生5人組との鬼教官の免許取得をめぐる人間模様を描くドラマ。
全国を車で回りながらキッチン用品等の行商をしている阿部玲児（あべ・れいじ）は、飲酒運転で免許取り消しとなり、再取得を目指しやむ無く教習所へ通うことになった。時を同じくしてこの教習所に集まったのは運動神経ゼロの堅物サラリーマン、バイクで事故を起こし免許取消になった青年、アイドルタレントの真咲蘭、謎の外国人女性とワケありな連中ばかり、適性検査の結果が最悪だった4人は落ちこぼれ専門で有名な“タカナシクラス”に入る。そのクラスにはもう9か月も教習所に通っている老人も居た。
担任の小鳥遊美幸（たかなし・みゆき）は、誰からも“鬼のタカナシ”と恐れられている名物教官。運転歴30年を自慢する玲児はタカを括っていたが、小鳥遊の手厳しい数々の洗礼に辟易する。小鳥遊には交通事故で夫を失い、生き残った娘も後遺症に悩まされているという経緯があり、二度と同じ過ちが犯されることのないよう、厳格な指導を教習生に施しているのだった。

### 連続ドラマ版
路上販売で生計を立てていた主人公の阿部玲児は、ある日路上販売の最中に飲酒運転をしたことから免許を取り消されてしまう。免許を再取得するため日本で最も運転免許の資格が取りやすいと噂の辰巳自動車教習所という教習所を訪れ、試験の結果特別クラスで免許取得のための講習を受けることになった。
ところが、その教習所は出身の生徒があまりにも頻繁に事故を起こしており、このようなことが続けば教習所は公認取り消しもやむ無しとの指導を公安委員会から受けており、前校長の計らいで、鬼教官として有名な試験官を雇っていた。
玲児達が出会ったのはこの厳しい女性教官・小鳥遊美幸。玲児は売れない役者の「バンジョー」こと坂東丈二（ばんどう・じょうじ）、坂東に想いを寄せる常盤花子（ときわ・はなこ）、元暴走族の青年・赤井進吾（あかい・しんご）、謎めいたおじいさん・来栖昇（くるす・のぼる）、免許を取りたいが検定で落ちたジャスミンといった面々は、共に小鳥遊の下で講習を受ける。
やがてメンバーを巡る数々の事件を乗り越えるうち、小鳥遊と玲児たちの間には強い絆が生まれ始める。

## 出演者

### 1999年 秋のドラマスペシャル版
- 小鳥遊 美幸（たかなし-） - 水前寺清子
主人公。玲児が入った特別クラスの教官。厳しい指導を行うことで陰で「オニタカ」と呼ばれる。交通事故で夫を亡くした。
- 阿部玲児 - 武田鉄矢
金欠症、熱血漢で、人一倍お人好しでおっちょこちょいでもある。 娘に悦子がいる。
- 佐倉宗次郎 - 植木等
辰巳自動車教習所の校長で元警察官。美幸の夫は警察官時代の部下。美幸の指導ぶりを評価しつつも、「行き過ぎる厳しさはよくない。」と助言する。
- 的場吾郎 - 木村一八
辰巳自動車教習所の教官で小鳥遊クラスの担当。言葉が悪く暴力的。元は熱血漢であるが交通事故で恋人を亡くしたことがきっかけで、仕事に対して投げやりになっている。
- 糸井洋孝 - モト冬樹
辰巳自動車教習所のオーナー代行兼教官。かつらを被っている。
- 山田信二 - 増田由紀夫
辰巳自動車教習所の教官で小鳥遊クラスの担当。先輩である的場の言いなり。
- 田中敬介 - 益岡徹
サラリーマンの教習生。頭は良いが融通が利かず、運動神経も鈍い。
玲児とは当初衝突していたが、「おもらし事件」を機に接近、距離が縮む。
- 真咲蘭 - 上原さくら
アイドルタレントの教習生
- 関崎聡 - 柏原収史
バイク事故を起こし、免許取消処分になったために教習を受けている。特別クラスで稲造が最初に仲良くなった教習生。
そのため、美濃部夫婦のドライブに対して何の感傷も無かった小鳥遊に激高してしまい、「小鳥遊が一時消えたのは俺のせいではないか」と自分を責めたことが有った。
- 美濃部稲造 - 藤村俊二
病の床に伏せる妻をドライブに連れて行きたい一心から免許取得を目指し、9か月も通い続けている最長老の教習生。
教習生の中では最初に聡と仲良くなり、彼の希望から聡に「美濃部君」と呼ばれる。
- 小鳥遊 仁美 - 水口輝美
小鳥遊夫妻の娘。父子で交通事故に遭い、自身は生き延びるも足が不自由となる後遺症を負う。
- 美濃部雪枝 -  草村礼子
美濃部の妻。小鳥遊の計らいで稲造の運転によるドライブに連れて行ってもう。免許を所持しており、ドライブ時に稲造の仮免許の付き添いとなる。
- スージー・カン

外国人教習生。
- 藤間高次 -  大竹一樹

蘭のマネージャー。蘭が運転免許を取るまで彼が、送迎をしていた

### 連続ドラマ版
- 阿部玲児 - 武田鉄矢
主人公。金欠症、熱血漢で、人一倍お人好しでおっちょこちょいでもある。
- 阿部マリア - 倉沢桃子
母親に捨てられ、「父親は阿部玲児という人」とだけ聞かされて玲児を追って合宿所までやってきた少女。玲児は覚えがないといっており、後に玲児の血液型の発言により、自分が玲児の子ではないことを知るも、その後玲児と絆を深め親子として接していく。
玲児に構ってもらいたくて、一時期不良仲間に入って暴走して美幸に怒られたことが有った。
玲児は自分を「マリアの父」と納得させるために、他の教習生たちや左右田の前で「俺、血液型が何らかの衝動で変わったかもしれない。」と発言。
- 小鳥遊美幸 - 水前寺清子
元公安委員会の運転試験官。前校長が教習所の体制を建て直すために招いた厳しい指導教官で、玲児達からは影で「オニタカ」と恐れられている。指差喚呼に余念がない。警察官だった夫を車に跳ねられる交通事故で亡くしており、未亡人としてみずきと2人暮らしている。また、事故現場となった交差点で交通指導員としての仕事もしていた。
彼女の計らいで、卒業試験に落ちた昇（のちに再試験をして合格）と千春のドライブをかなえるために、免許者代表として同伴するが…千春の死でマスコミ問題になり、責任を取って教習を辞職する。
涙ながらに陳謝する千春を責めず、「あなたのせいではありませんよ。」と宥めた。
「右よし、左よし。」「運転は気合！」「あなた方は失格者です。」を教習生に述べる。退職後は、ほぼ愛が引き継ぐ。
花子が少年を助けるために事故を起こしたと分かっても、なおも態度を軟化しない坂東に対して「いい加減、素直になりなさい。いつまで強情を張っているのですか。」と注意した。
- 小鳥遊みずき - 岡あゆみ
美幸の娘。
美幸の受け持つ教習生の一人、昇が父を事故死させた加害者だと知って、一時は美幸を責めるが…マリアに「前に進むしかないのでは。」と忠告され、昇が再び免許をとることも受け入れるようになる。また、いきさつを知り、千春を責める事は出来なかった。
- 白鳥愛 - 上原さくら
辰巳自動車教習所の若い女性教官。当初は小鳥遊に距離を置いていたが、ふとしたきっかけから慕うようになる。
玲児たちが卒業するまでの一時期、「正津さんだけでは心配だし、私も面倒を見る。」と左右田家に暮らした。
無人売店事故で退学されそうになった花子のことは自分も当事者だったので見過ごす事が出来ず、花子に「私のせいでいい」と口止めされていたが、美幸に話した。
昇の（第一回）卒業検定不合格に関しては「千春ちゃんのことは理解できるが、しくじった来栖さんに対して教官として不合格にした小鳥遊先生の判断は当然だと思う。」と美幸に対して、指導員として賛同するほど成長している。
玲児たちと入れ替わりに特別クラスの二期生の冗話を注意して、「あなた方は失格者です。」とお灸をすえる。このセリフは美幸が玲児たち一期生に述べた言葉を採用したのであったのであり、美幸同様に教習生を調教する目的。
- 正津好男 - 田口浩正
辰巳自動車教習所の教官の一人で、金作の命令で特別クラスの指導員を「刺客」としてする羽目になる。そういうこともあり、当初は小鳥遊のクラスを軽視していたが、だんだんと理解を示す。
ふとした勘違いからジャスミンに想いを寄せるようになる。さらに金作の刺客として、特別クラスのいる左右田家に潜入。ジャスミンに振られるも、特別クラスに興味を持つようになり…そのまま左右田家に住む。
彼のせいで時庭を退学しそうになった時、美幸に「時庭さんだけでなく、正津先生もやめさせるべき。」と云われ、反省。金作も時庭の退学を撤回。その後も刺客をしていたが、次第に特別クラスの教習生と接近する。
特別クラスの教習生に対して「俺は結構厳しいから、ビシビシいくよ。」という。玲児たち一期生だけでなく、二期生（脇知弘、モト冬樹ほか）に対しても早速述べている。
- 辰巳金作（教習所のオーナー社長） - 石原良純
冷血かつ現実主義なタイプの人で、特別クラスを「劣等生の集まり」だと切り捨てを考えて、正津を刺客として送り込むなどする。彼の教習所が認定取り消しの危機に陥ったので、佐倉の肝いりで美幸が赴任したが、特にクラス分けで下位にあたる玲児たちを特別クラスに送り込み、隔離して美幸に厳しく指導させてレベルアップを図ろうとしたが、美幸だけでは心もとないと正津を刺客とした（ちなみに愛は美幸が特別クラスに欲しいといってきたことから、そうなった）。
それゆえ、特に玲児とはよく衝突してしまう。だが、彼の不注意で起こした怪我を花子が手当てしたことに対して「大げさだ」と悪態をついたのに玲児に激高され「俺たちは不良生徒だが、社長こそそんな俺たちを生んだ張本人だ。この体たらくでは特別クラスにすら入学できない。」と怒られた後、改心した様で昇と千春（と免許者としての美幸の同伴による）のドライブを「特別クラスだし、いいでしょう。俺が責任をとる。」と認可した。
委員会の人が教習生の運転ぶりを見て、公認取り消しにするか見極めるというので、特別クラスを何とか暫定休業させたいと思っていたが、花子の事故を大義名分として、休業処分にした。だが、花子の退学取り消し陳情する美幸、玲児たちに困惑。ついに美幸に「坂東さんがそのテストで及第点をもらえたら、花子さんの退学と特別クラスの休業を取り消してほしい。」と交換条件を出す、坂東がそのテストに合格したので、彼は花子の退学を撤回、特別クラスの再開を許した。
- 辰巳聖子（社長の妻） - 久我陽子
夫・金作と同じように冷めた目で教習生、とりわけ「特別クラス」を見ている。そのため、無人売店に衝突して暫定的に「特別クラス」を教習休止においやった責任をとって退学しようとする花子を「やめさせればいい」といった（のちに花子が少年を助けるためにしたことが判明、坂東の合格を条件に復帰を認めた）。
- 辰巳の管理職員 - おかやまはじめ
金作、聖子と一緒になって「特別クラス」を否定的にみている。それゆえ、玲児たちには嫌われている。
- 近隣商店店長 - 山木正義
玲児、坂東の万引き被害は未遂に終わった。
- 一般クラスの教官 - 増田由紀夫
美幸が教鞭をとっていない方のクラスにいる指導員。彼の指導方法は大甘（例えばシートベルトを忘れた女性教習生に対して「次回はちゃんとしめようね」といい、ハンコを押してしまうという対応）であり、彼以外の指導にも問題があると思った美幸に「教習所の問題は（玲児たち）うちが受け持つ不良生徒だけでないと確信した、教習所自体を全部改革する必要がある」と訴った。彼は当初、美幸に反発するが…花子に助けられた少年の事を知り、賛同するようになった。
- 時庭譲 - 益岡徹
もともといた会社を失業してしまい、再就職の糧にしようと教習所に入学。そのことは妻と息子・雄介には隠していたが、玲児のせいで彼の現況を知り、教習所にきてしまう。金作と正津の策略にはまり、退学の危機にあったが…美幸のフォローで免れた（玲児はマリアを最初は彼の娘と勘違いしたが、「私には娘はいません。」と云われ、マリアが母の話から玲児を父として「娘です」と名乗った）。
花子の事故で特別クラス暫定休業を知り、（近く運転免許条件での就職試験を受ける積りであったがために）玲児と共に落胆するが…花子に激怒する坂東に対して、（花子を）フォローする側に回った。
「何らかの影響で血液型が変わった」と発言した玲児に対して「血液型は一生変わらない」と突っ込もうとしたが、玲児の覚悟とマリアの気持ちを考慮して黙った。
- 大森巡 - 鈴木正幸(金八にも同名出演)[2]
玲児の飲酒運転を発見して、「教習所に入学して、免許を取り直した方がいい。」と忠告。
- 坂東丈二 - 山崎銀之丞
玲児が入った特別クラスの一員。売れない役者。通称「バンジョー」。
カメラ目線に成る癖が有ると花子に指摘されている。
玲児とはけんかするほど仲がいい関係。
花子の事故に当初は憤慨していたが、玲児たちに「お前言いすぎだよ」と云われ、反省する。
（ほかの教習生と共に）花子を何とか復学させたい彼にタイミングよくチャンスが舞い込んだ。それは金作の会社で教習生の運転ぶりをみたいという委員会の人が現れたので、小鳥遊の推薦で運転をして及第点をもらい、花子の復学がかなった。
玲児に「俺も（玲児と同じ）博多出身だ。」といったが、花子の証言で「佐賀県出身」と判明。彼は「(同じ九州＝）広義の福岡だからいいだろう。」といった。
- 常盤花子 - 山田花子
坂東に想いを寄せる女性。坂東を追って上京し、小鳥遊美幸のクラスに入学してきた。坂東が移動巡業を行う手助けになりたいと、免許をとることにした。
飛び出してきた少年を助けるために無人売店にぶつけてしまい、特別クラスが暫定休業処分となったため、それが原因で坂東に憤慨される。
坂東に憤慨されたことで、退学しようとするが…玲児、美幸たちのフォローと坂東の合格で退学は免れた。
仮免取得後、前述の事故が起きるまでは路上教習中、ハンドルを握ると「オラオラ」状態になることがあった。
- 赤井進吾 - 小松拓也
特別クラスの一員。暴走族「金狼」の元ヘッドだが、現在は抜けており、免許を取得して更生し、トラックドライバーとして親孝行することを目指している。
彼の元パシリだった男が「赤井のせいで、大けがをして片手を遣えない。」と訴えて、仲間と共にいやがらせをするが…実際は速い内に完治して両手を遣えることが玲児の指摘で判明して、事なきを得た。
昇の娘・千春に思いを寄せていて、昇から「千春は余命が短い」と云われるも、「それでも彼女が死ぬまで一緒にいたい」と恋仲となった。
- ジャスミン・チャン - ジェニー・チャン
外国人教習生。彼女を慕っていた正津は振られるまで知らなかったが、実は日本人の彼氏がいて、その男性と移動式花屋を営むために免許をとることにしたという。
ドライビングライセンスブルーに陥ったことが有ったが、千春には「自分で免許を取って、車に乗れるなんて素敵なことなのに…それを捨てるなんてもったいない。」、美幸には「自信がないならプロ失格」と云われ、立ち直る。
- 来栖昇 - 谷啓
特別クラスの一員となった老人。免許を取ろうとする理由を詳しく話そうとしなかったが、過去に教習所の近くで玩具店を経営しており、まだ幼かった自分の娘・千春をマイカーに乗せて病院へ向かう途中、信号のない交差点で歩行者を跳ねて死なせる交通事故を起こし、免許取消処分になっていたことを第6話で明かす。
事故の影響で妻とは離婚し、交通遺児施設で慈善活動をするなど交通事故加害者として重い運命を背負っていた。また、その事故の被害者が美幸の夫（みずきの父）であり、美幸は昇がカミングアウトするまでそのことを知らなかった。
彼の秘密を知り、心配する玲児に「僕よりもマリア君のことを考えてあげて下さい」と諭した。
- 来栖千春 - 星野真里
来栖昇の娘。第6話から登場。幼少期から病弱で入退院を繰り返していた。最終話で余命数日と宣告され、仮免許を取得した昇が美幸の同乗のもと運転する教習車で海辺までドライブし、その場で息を引き取る（ちなみに昇が再免許をとろうとしたのは、彼女が昇に生きがいをもたせるためとわかった）。
昇の同級生の中では、進吾と恋仲になった。
昇の事故で死んだのが、美幸の夫である事を知った彼女は、お見舞いに来た美幸に対して「私のせいで、ご主人を死なせてしまい本当に申し訳ありません。」と陳謝。
- 大久保通利 - おかやまはじめ
- 兼末雄一郎 - 須藤公一[3]
教習生。
- 左右田善哉（校長） - 藤村俊二
前校長に請われるままに名ばかりの校長になり、自宅を特別クラスの教習生に貸して生活を特別クラス生達と共にしている(ただし、食費は自給自足が条件で、一般クラスのように食費込みではなかったようである)。その実情を知った正津が、刺客としての潜入時に教習生の歓心を買うため、高級牛肉をプレゼントした。
玲児曰く「見た目はうだつの上がらなそうなおじいさん」だが、実は若い娘と不倫したことがあり、金作から借金したこともあるというのが判明。そのため、玲児がマリア・花子・ジャスミン・愛に「このおじいさんには近づかない方がいいよ。」と警戒される。
だが、金作の「特別クラス暫定休業」措置に憤慨して「美幸も同罪」という玲児たちの反乱に対して、彼は「小鳥遊先生は君たちの事をちゃんと考えている。そんな気も知らないで、ストライキしている場合ではないでしょう。」と制した。さらに坂東に対しても「あなたにとって花子さんが支えになっているのではないのですか。」と注意する。
- 佐倉宗次郎（前校長） - 植木等
玲児をだまして、金作の学校に入学させた張本人。
- 地元の不良少年A - 脇知弘
進吾の元暴走族仲間。彼の仲間（？）が進吾のせいで「大けがさせられて、片手が使えない」という話を真に受けて、進吾を責めたことが有った（実は玲児にかまを掛けられて、手は両方使える事が分かった）。
腹をすかせた玲児と坂東の窃盗を、小鳥遊に密告している。
その後、金作の教習所に入学して特別クラスに入るが、他の生徒と一緒に冗話をしたところ、愛に「あなた方は失格者です。」と云われる。
- 地元の不良少年B - 中野勇士
Aと一緒につるんでいる暴走族仲間。
- 交通遺児の少年・良介 - ？
両親が交通事故で死んだことから養護施設に身を寄せている。そこで、ボランティアとして参加する美幸たち特別クラスメンバーと知り合う。
特別クラスの人々と仲良くなるが、彼自身は「車と免許」に対して恨みを持っていて、わざと金作の教習所車にひかれようとするが、乗っていた花子に助けられる。
花子は彼をかばうため、指導同伴者である愛に「私が意識朦朧に成って事故を起こしたことにしてください。」と口止めして愛はそれを受け入れてしまったので、金作は「当分の間…」特別クラスを暫定休業にする処分を出した。
その後は花子と美幸に窘められて、反省する。

## 音楽

### 1999年 秋のドラマスペシャル版
原田末秋
（選曲・辻田昇司）

### 2000年 連続ドラマシリーズ版（全10話）
原田末秋
（選曲・御園雅也）
- 主題歌：武田鉄矢&水前寺清子「いきてゆく物語」
作詞：サンプラザ中野 / 作曲：パッパラー河合
武田が所属するユニバーサルポリドールと水前寺が所属する日本クラウンから、それぞれソロによるC/W曲とジャケットデザインが異なるシングルCDが発売された。
- エンディングテーマ（第1 - 9話）：山下達郎「アトムの子」
- 最終回挿入歌：ベット・ミドラー「The Rose」

## スタッフ

### 1999年 秋のドラマスペシャル版
- 脚本：内田英治、八津弘幸、本田亨（脚本協力）
- 企画協力：村野仁美
- 原案：武田鉄矢
- 演出：福澤克雄
- プロデューサー：三宅川敬輔、福澤克雄

### 2000年 連続ドラマシリーズ版（全10話）
- 脚本：樫田正剛、斎藤ひろし、渡辺典子、渡邉睦月
- 原案：武田鉄矢
- 演出：福澤克雄、金子文紀、平野俊一
- プロデューサー：福澤克雄、山田康裕

## サブタイトル
| 放送日        | 時間          | サブタイトル                             | 視聴率 |
| ------------- | ------------- | ---------------------------------------- | ------ |
| 1999年9月26日 | 21:00 - 22:54 | 『秋の2時間ドラマスペシャル 教習所物語』 | 18.3%  |

| 第1話                                                      | 2000年10月13日 | 笑って泣ける超気合ドラマ                             | 17.0% |
| 第2話                                                      | 2000年10月20日 | 初乗車！居眠り大クラッシュ                           | 13.6% |
| 第3話                                                      | 2000年10月27日 | 母に贈る運転免許                                     | 13.4% |
| 第4話                                                      | 2000年11月10日 | 仮免前退学の危機                                     | 10.3% |
| 第5話                                                      | 2000年11月17日 | 涙・涙の仮免検定                                     | 10.4% |
| 第6話                                                      | 2000年11月24日 | 衝撃の過去！被害者と加害者                           | 11.4% |
| 第7話                                                      | 2000年12月1日  | 被害者と加害者 (2)                                   | 9.9%  |
| 第8話                                                      | 2000年12月8日  | 卒業目前・涙の退校処分！オレたちはダメ教習生じゃない | 9.5%  |
| 第9話                                                      | 2000年12月15日 | 死に逝く娘の最後の願い…お父さん絶対に免許を取って！  | 12.1% |
| 最終話                                                     | 2000年12月22日 | 最終回！涙の卒業スペシャル                           | 11.0% |
| 平均視聴率 11.9%（視聴率は関東地区・ビデオリサーチ社調べ） |                |                                                      |       |

## トリビア
- 武田が自らの免許取得の経験を元にこのドラマを原案した[4]。
- 単発版と連ドラ版を挟んだ時期に同じく武田が主演する『3年B組金八先生#第5シリーズ・SP10』（以下、3B）が放送されており、同シリーズ最終回から半年余りという短い周期で出演している。さらに、本作連ドラ版終了から3か月経過後に3Bの『スペシャル（10）』が放送され、更に半年後から3Bの『第6シリーズ』が放送された為、1999年9月から2002年3月にかけて断続的ではあるが長期間TBSドラマに出演する事になった。
- また、このドラマが放送開始される時のキャッチフレーズには「あの金八先生がダメ生徒に！」などといった物が使われていた。
- 単発版・連ドラ版ともにアナログハイビジョン実用化試験放送における放送素材として、当時の民放では珍しくハイビジョンテレビカメラで撮影された。なお、ハイビジョン撮影によるTBSの連続ドラマは奇遇にも武田主演で先述の「3年B組金八先生#第5シリーズ・SP10」が先例である。
- 本作連ドラ版のレギュラー出演者は3Bの出演者が多く出演しており、倉沢桃子、岡あゆみは3Bの第5シリーズで武田演じる坂本金八担任の3年B組生徒・米田真規子（倉沢）、安井ちはる（岡）役で出演していた（倉沢、岡は第6シリーズとファイナル、岡のみ第7シリーズにも出演）。山崎銀之丞も第5シリーズからファイナルで金八の同僚教師・遠藤達也役（同僚教師としては第8シリーズまでで、ファイナルは他校の教頭に転勤後で出演）、星野真里は第4シリーズからファイナルまで金八の娘・乙女役、田口浩正は第7シリーズで金八担任の3年B組生徒・狩野伸太郎（演・濱田岳）の父親・伸介役で出演していた。また、単発版・連ドラ版どちらでもプロデューサーと演出を務めた福澤克雄は3Bの第4シリーズで演出に参加していて、第5〜第7シリーズではチーフディレクターを務めていた。
- 本放送時、アナログ放送しかなかった地上波は4:3サイドカット。ハイビジョン版は先の実用化試験放送のほかBS-TBS、ならびにCS放送のTBSチャンネルで放送されている。
- 作中の「辰巳自動車教習所」は辰巳自動車学校をロケ地とした。
- 教習生が学科教習を行った木造の教室は撮影用に設置されたもので実在しない。
- 武田が演じる阿部玲児は「平均」を意味するアベレージをもじったものであり、他の主要キャラクターの名前にもそのようなもじった意味を持つ物が多く、これらはノベライズ版に詳しく掲載されている。
- 阿部玲児（武田鉄矢）、小鳥遊美幸（水前寺清子）、佐倉宗次郎（植木等）のみ同名同役だが、単発版で教習生役だった上原さくらと藤村俊二は連ドラ版では指導員に、増田由紀夫と益岡徹は単発版・連ドラ版ともに指導員と教習生を（違う役で）演じている。逆に単発版で指導員役だったモト冬樹は、連ドラ版では不良教習生（玲児卒業後の特別クラスに脇知弘とともに入学した人）の役になっている。